# Paul Blobel
Paul Blobel (n. 13 august 1894 - d. 7 iunie 1951) a fost un colonel SS și membru al Sicherheitsdienst.
S-a remarcat prin cruzimea pe care a manifestat-o față de evreii închiși în ghetoul de la Jîtomîr, când a decis uciderea acestora în număr de 3.000.
De asemenea, a participat la organizarea a ceea ce ulterior a fost denumit masacrul de la Babi Yar.
A fost capturat de trupele aliate, judecat în cadrul Procesului Einsatzgruppen și condamnat la moarte.
1. 1 2 3 4  Nuremberg Trials Project
2. 1 2  Dienstaltersliste der Schutzstaffel der NSDAP, Stand vom 1. Dezember 1936[*] Verificați valoarea |titlelink= (ajutor)